# Alcohol and Drug Dependence Centre Building
Das Alcohol and Drug Dependence Centre Building ist ein historisches Bauwerk in der Adelaide Road 265 im Stadtteil Newton der neuseeländischen Stadt Wellington. Es wurde am 28. Juni 1984 vom Heritage New Zealand unter Nummer 3598 als Historic Place Category II eingestuft.
Die Klinik für Alkohol- und Drogenabhängige wurde um 1890 errichtet.